# Iólkib
Iólkib (en rus: Ёлькыб) és un poble de la República de Komi, a Rússia, segons el cens del 2010 tenia 5 habitants.